# Anna Lesko
Pour les articles homonymes, voir Anna et Lesko.
Anna Lesko, née le 10 janvier 1979 à Chișinău, est une chanteuse roumaine d'origine russo-ukrainienne.

## Discographie
Albums
- Flăcări (2002)
- Inseparabili (2003)
- Pentru tine (2004)
- Ispita (2006)
- Jocul seducției (2010)

Album vidéo
- Anna Lesko Video Collection (2006)